# Graphiurus murinus
El lirón pigmeo africano (Graphiurus murinus), también conocido como lirón moruno, lirón del bosque, lirón africano, lirón enano, o simplemente, microardilla es una especie de roedor esciuromorfo de la familia Gliridae.

## Descripción
Se trata de una especie pequeña con pelo suave y sedoso. Los ojos son grandes, las mejillas blanquecinas y las orejas redondeadas y marrones. Las partes superiores del cuerpo tienen un tono dorado o marrón grisáceo, a veces con un tinte cobrizo o rojizo, y con una raya más oscura que recorre la columna en algunos individuos. Las partes inferiores son de color gris pálido con reflejos blancos o crema. Las patas traseras suelen ser blancas con una raya oscura. La cola tupida mide aproximadamente el 85% de la longitud de la cabeza y el cuerpo, y es del mismo color que el pelaje dorsal.

## Distribución y hábitat
El lirón del bosque es originario de África, donde se encuentra en Burundi, Etiopía, Chad, Kenia, Lesotho, Malawi, Mozambique, Ruanda, Sudáfrica, Tanzania, Uganda, Zambia y Zimbabwe. Se encuentra en una variedad de hábitats que incluyen bosques, pastizales, sabanas y zonas rocosas. En algunas localidades se encuentra en bosques donde Combretum es dominante. También vive en hábitats degradados y secundarios y, a veces, ingresa a los edificios. Es principalmente una especie forestal y se encuentra en altitudes entre aproximadamente 1000 y 4000 metros (3300 y 13 100 pies).

## Estado
La Unión Internacional para la Conservación de la Naturaleza ha evaluado su estado de conservación como preocupación menor.